# Г'юзтаун (Пенсільванія)
Г'юзтаун (англ. Hughestown) — місто (англ. borough) в США, в окрузі Лузерн штату Пенсільванія. Населення — 1329 осіб (2020).

## Географія
Г'юзтаун розташований за координатами 41°19′45″ пн. ш. 75°46′11″ зх. д. / 41.32917° пн. ш. 75.76972° зх. д. (41.329057, -75.769729).  За даними Бюро перепису населення США в 2010 році місто мало площу 2,36 км², уся площа — суходіл.

## Демографія
Згідно з переписом 2010 року, у селищі мешкали 1392 особи в 608 домогосподарствах у складі 402 родин. Густота населення становила 590 осіб/км².  Було 652 помешкання (276/км²).
Расовий склад населення:
| - 98,4 % — білих - 0,6 % — корінних американців - 0,1 % — чорних або афроамериканців - 0,1 % — азіатів |

До двох чи більше рас належало 0,4 %. Частка іспаномовних становила 1,8 % від усіх жителів.
За віковим діапазоном населення розподілялося таким чином: 15,9 % — особи молодші 18 років, 63,9 % — особи у віці 18—64 років, 20,2 % — особи у віці 65 років та старші. Медіана віку мешканця становила 46,8 року. На 100 осіб жіночої статі у селищі припадало 94,7 чоловіків;  на 100 жінок у віці від 18 років та старших — 92,8 чоловіків також старших 18 років.
Середній дохід на одне домашнє господарство  становив 63 365 доларів США (медіана — 57 679), а середній дохід на одну сім'ю — 71 256 доларів (медіана — 66 875). Медіана доходів становила 52 115 доларів для чоловіків та 32 417 доларів для жінок. За межею бідності перебувало 15,3 % осіб, у тому числі 42,1 % дітей у віці до 18 років та 3,1 % осіб у віці 65 років та старших.
Цивільне працевлаштоване населення становило 751 особа. Основні галузі зайнятості: освіта, охорона здоров'я та соціальна допомога — 25,8 %, мистецтво, розваги та відпочинок — 11,9 %, роздрібна торгівля — 10,8 %.